# Веножинскис, Юстинас
Юсти́нас Веножи́нскис (лит.  Justinas Vienožinskis; 17 (29) июня 1886, хутор Мантаучизна (ныне Рокишкского района) Литвы) — 29 июля 1960, Вильнюс) — литовский и советский художник, преимущественно портретист и пейзажист; председатель Союза литовских художников (1935—1936), художественный критик.

## Биография
Родился в многодетной крестьянской семье. Учился в начальной школе в Обяляй, затем с [1898 года в Митавской гимназии, из 4 класса которой был исключён как бунтовщик. Продолжал учиться в Москве (1902—1905), одновременно занимаясь в студии живописи Юхневича (1904—1905). По другим сведениям, в 1903—1905 годах учился в частной студии в Москве. В 1905 году вернулся в Литву. Участвовал в революционном движении, был арестован и проговорён к трём годам заключения. В 1906—1908 годах отбывал заключение в тюрьмах Ковно, Вильно, Поневежа.
Не мог получить свидетельства о политической благонадёжности, что закрывало ему дорогу в высшие учебные заведения России, поэтому в 1908 году нелегально перешёл австрийскую границу и поступил в Краковскую академию искусств. В 1909—1914 годах обучался под руководством Теодора Аксентовича и Войцеха Вейса. Неоднократно поощрялся похвальными листами, медалями, стажировками в Вене, Праге, Будапеште.
В 1914 году вернулся в Литву. С 1918 года руководил гимназией в Рокишкисе, был её директором и преподавателем. В 1920 году был направлен в Вильно организовывать курсы рисования, но здесь его деятельность была прервана после того, как город заняли войска генерала Люциана Желиговского. Осенью 1920 года основал курсы рисования в Каунасе, спустя два года преобразованные в Каунасскую художественную школу. Был её первым директором и до 1925 года преподавателем.
В 1920 году вступил в Общество деятелей литовского искусства („Lietuvių meno kūrėjų draugija“), в 1923—1925 годах был его председателем.
После отстранения Веножинскиса от преподавания рисования начались протесты учеников и столкновения с преподавателями, из-за чего художник был уволен и выслан из Каунаса.
В 1930 году основал в Каунасе частную студию живописи, в 1932 году закрытую из-за финансовых трудностей. Веножинскис преподавал рисование в гимназии в Зарасай. В 1934 году основал Союз литовских художников и стал его председателем (1935—1936). С 1936 года преподавал в Каунасской художественной школе. С 1940 года преподавал в Художественном институте в Вильнюсе, до 1946 года был заведующим кафедрой живописи; с 1946 года профессор.
Умер в Вильнюсе 29 июля 1960 года. Был похоронен на кладбище костёла Святых Петра и Павла („Saulės kapinės“). По предложению Правления Союза художников Литвы останки в 1966 году были перезахоронены на Антокольском кладбище, рядом с другими выдающимися общественными деятелями и деятелями культуры Литвы. В том же году было установлено надгробие с горельефным портретом художника по его же автопортрету 1934 года (скульптор Гедиминас Йокубонис), с надписью на литовском языке: 

Юстинас Веножинскис

1886–1960 

художник-профессор 

основатель Каунасской художественной школы

Оригинальный текст (лит.) Justinas Vienožinskis 

1886–1960 

dailininkas-profesorius 

Kauno meno mokyklos įkūrėjas
— 

## Творчество
Портретам и натюрмортам раннего периода свойственны декоративность и ясность форм. В более позднем творчестве преобладали пейзажи и портреты с музыкальной ритмической структурой, нюансированным приглушённым колоритом
Автор портретов писателя Казиса Боруты (1943), Антанаса Венуолиса-Жукаускаса (1954), Лаздину Пеледы и других.
Персональные выставки проходили в Каунасе (1928), Вильнюсе (1961, 1986, 2011). Произведения художника хранятся в Литовском художественном музее, Национальном музее Литвы, Национальном художественном музее М. К. Чюрлёниса, Военном музее имени Витаутаса Великого, Музее литовской литературы имени Майрониса, в краеведческом музее Рокишкиса, в мемориальных музеях Винцаса Миколайтиса-Путинаса, Балиса Сруоги, Антанаса Баранаускаса и Антанаса Венуолиса, а также в Институте литовской литературы и фольклора.

## Память
В 1966 году в Вильнюсе в переулке Пилес (ныне Бернардину) на доме, в котором Веножинскис жил в 1939—1960 годах, была установлена мемориальная таблица на литовском и русском языках. Позднее надпись была снята. В 2011 году, в связи со 125-летием со дня рождения, на том же доме была открыта новая мемориальная таблица с надписью на литовском языке. Тогда же плита в память художника была установлена в Большом дворе Вильнюсской художественной академии. На родине художника, хуторе Дачюнай в Рокишском районе, в доме, где прошло детство Веножинскиса, открыт мемориальный музей. Почта Литвы выпустила марку (2011). Имя Веножинскиса носит художественная школа в Вильнюсе.
На здании Каунасской художественной школе в 1967 году была открыта мемориальная доска; в 1986 году была установлена новая плита с барельефом и текстом на литовском и русском языках.